# ○○○○○
「○○○○○」（まるまるまるまるまる）は、2017年8月2日にポニーキャニオンより発売されたベイビーレイズJAPAN14枚目のシングル。

## 概要
前作から約2ヶ月ぶりとなる2017年第2弾シングル。
表題曲「○○○○○」は日本テレビ系アニメ『ナナマル サンバツ』のエンディングテーマとして書き下ろされた。

## 収録曲

### 初回生産限定盤A
CD
1. ○○○○○
（作詞：永塚健登、作曲：AKIRASTAR、編曲：JUNK FUNK PUNK）
2. Silence Nonsense Sigh
（作詞：児玉雨子、作曲：AKIRASTAR、編曲：AKIRASTAR、井上慎二郎）
3. 涙のち晴れ
（作詞：森彩乃(Qaijff）、作曲：Soma Genda、pw.a 編曲：tatsuo
4. ○○○○○ (Instrumental)
5. Silence Nonsense Sigh (Instrumental)
6. 涙のち晴れ (Instrumental)

Blu-ray
1.ベイビーレイズJAPAN ワンマンライブ2016 the Final「シンデレラたちのニッポンChu!Chu!Chu!」
〜ニッポンの夜明け〜 (2016.12.29 at 赤坂BLITZ)
1. 恋はパニック
2. 新しい世界
3. 走れ、走れ
4. ミチシルベ
5. ベイビーレボリューション
6. TIGER SOUL
7. 2years
8. Dreamer

2.ベイビーレイズJAPAN 野外ワンマン3連戦｢晴れも！雨も！大好き！！｣
〜日比谷でクレイジーピクニック〜 (2017.04.09 at 日比谷野外大音楽堂)
1. 栄光サンライズ
2. JUMP
3. 少しだけ
4. デイズ
5. バキバキ
6. ベイビーレイズ
7. 夜明けBrand New Days
8. 虎虎タイガー!!

特典
1. <36Pスペシャルブックレット付き>
2. 2ショットチェキ撮影会参加券（2017年8月13日＠東京開催他）
3. スペシャルプレゼント応募券（申込締切：2017年8月31日）

### 初回生産限定盤B
CD
1. Silence Nonsense Sigh
2. 涙のち晴れ
3. ○○○○○ (Instrumental)
4. Silence Nonsense Sigh (Instrumental)
5. 涙のち晴れ (Instrumental)

DVD
1. ○○○○○ Music Video
2. ○○○○○ Dance Ver.
3. ○○○○○ メイキング映像
4. “海辺で有頂天バカンス”写真集メイキング映像

特典
1. 個別握手会参加券（2017年8月13日＠東京開催他）
2. スペシャルプレゼント応募券（申込締切：2017年8月31日）

### 通常盤
CD
1. Silence Nonsense Sigh
2. ○○○○○ (Instrumental)
3. Silence Nonsense Sigh (Instrumental)

【封入特典】
1. 一斉握手会参加券（初回生産分のみ）
2. 当たりは500枚！サイン入りソロショットチェキをランダム封入！